# Römhild
Römhild là một đô thị ở huyện Hildburghausen, ở bang Thüringen, Đức. Đô thị này có diện tích 20,34 km², dân số thời điểm ngày 31 tháng 12 năm 2006 là 1931 người. Đô thị này tọa lạc 14 km về phía tây của Hildburghausen, và 21 km về phía đông nam của Meiningen.